# Sicilia Classic 2011
Il Sicilia Classic 2011 è stato un torneo professionistico di tennis maschile giocato sulla terra rossa. È stata la 3ª edizione del torneo, facente parte dell'ATP Challenger Tour nell'ambito dell'ATP Challenger Tour 2011. Si è giocato sui campi del Circolo Tennis Palermo della Favorita a Palermo in Italia dal 3 al 9 ottobre 2011.

## Partecipanti

### Teste di serie
| Nazionalità | Giocatore             | Ranking* | Testa di serie |
| ----------- | --------------------- | -------- | -------------- |
| Portogallo  | Rui Machado           | 62       | 1              |
| Argentina   | Carlos Berlocq        | 69       | 2              |
| Italia      | Filippo Volandri      | 70       | 3              |
| Spagna      | Pere Riba             | 71       | 4              |
| Austria     | Andreas Haider-Maurer | 81       | 5              |
| Spagna      | Daniel Gimeno Traver  | 87       | 6              |
| Slovenia    | Blaž Kavčič           | 94       | 7              |
| Argentina   | Diego Junqueira       | 97       | 8              |

- 1 Ranking al 26 settembre 2011.

### Altri partecipanti
Giocatori che hanno ricevuto una wild card:
- Marco Cecchinato
- Antonio Comporto
- Thomas Muster
- Gianluca Naso

Giocatori che sono entrati nel tabellone principale come special exempt:
- Alessandro Giannessi

Giocatori che sono passati dalle qualificazioni:
- Pavol Červenák
- Javier Martí
- Andrés Molteni
- Diego Schwartzman

## Campioni

### Singolare
Carlos Berlocq ha battuto in finale  Adrian Ungur con il punteggio di 6–1, 6–1

### Doppio
Tomasz Bednarek /  Mateusz Kowalczyk hanno battuto in finale  Aljaksandr Bury /  Andrej Vasilevskij con il punteggio di 6–2, 6–4